# Gambie aux Jeux olympiques d'été de 2016
La Gambie participe aux Jeux olympiques d'été de 2016 à Rio de Janeiro au Brésil du 5 août au 21 août. Il s'agit de sa 9e participation à des Jeux d'été. Sa délégation est constituée de 4 sportifs dans 3 sports. L'athlète Gina Bass est désignée porte-drapeau.

## Athlétisme
La Gambie est représentée par deux athlètes, tous deux sur 200 m : Adama Jammeh, vice-champion d'Afrique en titre, et Gina Bass, 3e des derniers championnats d'Afrique. Ils sont éliminés en série.
| Athlète      | Épreuve      | Séries  | Séries | Demi-finales | Demi-finales | Finale   | Finale   |
| Athlète      | Épreuve      | Temps   | Rang   | Temps        | Rang         | Temps    | Rang     |
| ------------ | ------------ | ------- | ------ | ------------ | ------------ | -------- | -------- |
| Adama Jammeh | 200 m hommes | 20 s 55 | 5e     | Éliminé      | Éliminé      | Éliminé  | Éliminé  |
| Gina Bass    | 200 m femmes | 23 s 43 | 5e     | Éliminée     | Éliminée     | Éliminée | Éliminée |

## Judo
Faye Njie est le premier judoka gambien à participer aux jeux olympiques.
| Athlète   | Compétition    | 1/32 de finale         | 1/16 de finale      | 1/8 de finale       | Quarts de finale    | Demi-finales        | Repêchage 1         | Repêchage 2         | Finale              | Finale  |         |
| Athlète   | Compétition    | Adversaire Résultat    | Adversaire Résultat | Adversaire Résultat | Adversaire Résultat | Adversaire Résultat | Adversaire Résultat | Adversaire Résultat | Adversaire Résultat | Rang    |         |
| --------- | -------------- | ---------------------- | ------------------- | ------------------- | ------------------- | ------------------- | ------------------- | ------------------- | ------------------- | ------- | ------- |
| Faye Njie | Moins de 73 kg | Battu par Didar Khamza | Éliminé             | Éliminé             | Éliminé             | Éliminé             | Éliminé             | Éliminé             | Éliminé             | Éliminé | Éliminé |

## Natation
La Gambie reçoit une invitation pour les épreuves de natation, au nom de l'universalité des Jeux. Pap Jonga est sélectionné sur 50 m nage libre.
| Athlète   | Épreuve         | Séries  | Séries | Demi-finales | Demi-finales | Finale  | Finale  |
| Athlète   | Épreuve         | Temps   | Rang   | Temps        | Rang         | Temps   | Rang    |
| --------- | --------------- | ------- | ------ | ------------ | ------------ | ------- | ------- |
| Pap Jonga | 50 m nage libre | 27 s 48 | 79e    | Éliminé      | Éliminé      | Éliminé | Éliminé |